# カレル・ハリーシュ
カレル・ハリーシュ（Karel Halíř 1859年2月1日 - 1909年12月21日）は、ドイツで活躍したチェコのヴァイオリニスト。

## 生涯
ボヘミアのHohenelbe（現在のチェコ、ヴルフラビー）に生まれた。プラハでアントニーン・ベネヴィッツに（1867年-1873年）、ベルリンでヨーゼフ・ヨアヒムに師事する（1874年-1876年）。その後の4年間はベルリンでベンヤミン・ビルゼ楽団の一員として活動した（1876年-1879年）。ケーニヒスベルク（1879年）、マンハイム（1881年）、ヴァイマル（1884年-1894年）においてオーケストラのコンサートマスターとして経験を積む。ソリストとして初めて注目を浴びたのは1884年にアイゼナハのバッハ音楽祭でヨアヒムとバッハの2つのヴァイオリンのための協奏曲で共演してからだった。1893年にベルリンの宮廷楽団のコンサートマスターに就任、ベルリン芸術大学に教員として加わった。この頃、カール・マルケース、アドルフ・ミュラー、フーゴー・デヒェルトとともに自らの弦楽四重奏団を立ち上げた。後には大学の同窓生だったピアノのゲオルク・シューマン、チェロのデヒェルトとピアノトリオも設立した。1897年にはヨアヒム四重奏団に第2ヴァイオリンとして加わっているが、この時の同団にはヨアヒム、ヴィオラのエマヌエル・ヴィルト、チェロのロベルト・ハウスマンが在籍していた。

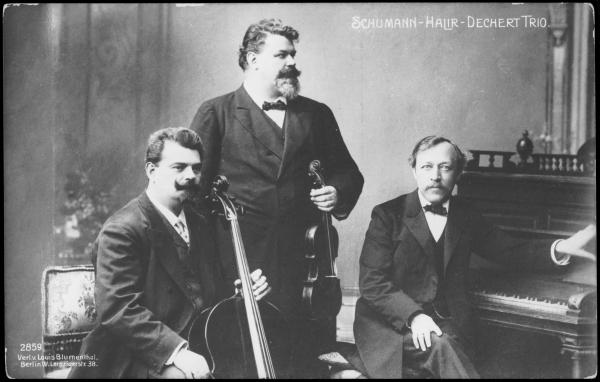
シューマン、デヒェルト、ハリーシュのトリオ

ハリーシュはオーケストラやアンサンブルで演奏しながらもソリストとしてのキャリアを維持し続けた。1896年と1897年にはアメリカ合衆国への演奏旅行に出かけている。ベートーヴェンのヴァイオリン協奏曲 作品61の演奏で知られていた彼は、1896年11月13日のアメリカデビューでもこの作品を演奏している。ベートーヴェンの協奏曲を「ニューヨークでかつて聞かれた中でも有数の興味深く、見事な作品」と評する同地での演奏は、過去のウジェーヌ・イザイの演奏と比較しても好意的にとらえられており、演奏評は「ハリーシュ氏の演奏を聴くことは（中略）古典的なヴァイオリン演奏の意味するところを理解することなのである」と締めくくられた。1896年12月4日には、カーネギーホールにおいてウォルター・ダムロッシュが指揮するニューヨーク交響楽団とルイ・シュポーアのヴァイオリン協奏曲第8番を初演している。

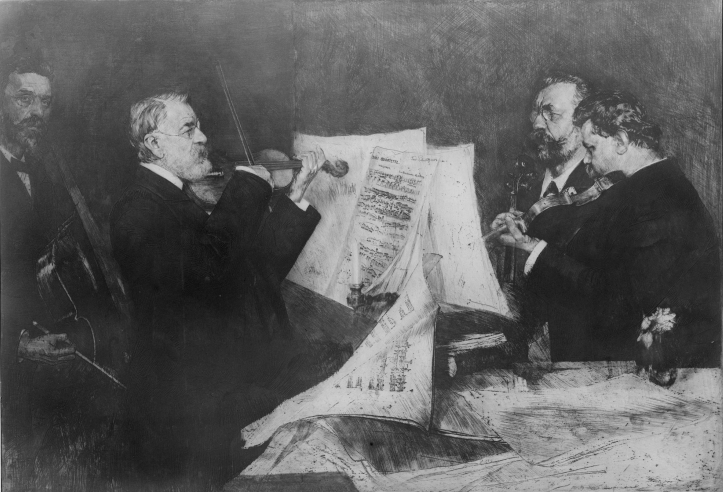
ヨアヒム四重奏団：左から順にハウスマン（チェロ）、ヨアヒム（第1ヴァイオリン）、ヴィルト（ヴィオラ）、ハリーシュ（第2ヴァイオリン）

ハリーシュは初演の奏者ではなかったものの、発表当初は人気のなかったチャイコフスキーのヴァイオリン協奏曲 作品35を擁護した。チャイコフスキー自身も1888年にライプツィヒでハリーシュが自作を演奏するのに立ち会っており、「忘れがたい日」であったと述べている。1905年10月19日、リヒャルト・シュトラウスの指揮するベルリン・フィルハーモニー管弦楽団の演奏により、シベリウスのヴァイオリン協奏曲 作品47の改訂版の初演も行っている。同じ演奏会で彼はチャールズ・マーティン・レフラーの『ヴァイオリンと管弦楽のためのディヴェルティスマン』の初演も行っているが、この作品はフリッツ・クライスラーとウジェーヌ・イザイが技術的困難さを理由に演奏を拒否した作品であった。他にも1889年にフランクフルトでデンマークの作曲家エドゥアルト・ラッセンのヴァイオリン協奏曲 作品87の初演を手掛けており、この作品はハリーシュへと献呈されている。1889年10月28日にはベルリンにて、テレサ・カレーニョと共にエイミー・ビーチのヴァイオリンソナタをヨーロッパ初演した。ブラームスのヴァイオリン協奏曲 作品77には自作のカデンツァを残している。
ヨアヒム四重奏団の一員としてのハリーシュは大々的に演奏旅行を行い、どこへ赴いても称賛を浴びた。毎年ロンドンを訪れたほか、ボンのベートーヴェン・ハウスで2年に1度開催される音楽祭の常連だった。1905年にはロンドン、パリ、ローマの各都市で連続5日間をかけてベートーヴェンの弦楽四重奏曲を全曲演奏するという企画も行っている。1907年8月にヨアヒムがこの世を去って四重奏団は解散、2年も経たぬ1909年1月にはチェリストのハウスマンが演奏旅行中に心臓発作に見舞われて他界した。同年暮れの12月21日にハリーシュもベルリンで急逝する。51歳だった。
大学でハリーシュの後任となったのがヨアヒム門下のヴィリー・ヘスであり、彼はハリーシュの四重奏団、トリオも同様に引き継いだ。
1888年、ハリーシュはベルリン出身の著名なソプラノ歌手だったテレーゼ・ゼルプスト（1859年-1910年）と結婚している。門下からはデイヴィッド・マネスらが輩出している。